# Beloljin
Beloljin (cyr. Белољин) – wieś w Serbii, w okręgu toplickim, w mieście Prokuplje. W 2011 roku liczyła 485 mieszkańców.